# Monismo
Reciben el nombre de monismo las posturas filosóficas que sostienen que el universo está constituido por una única sustancia (arché), causa o sustancia primaria como realidad última.
Según los monismos materialistas, todo se reduce, en última instancia, a materia, mientras que para los espiritualistas o idealistas (especialmente el idealismo hegeliano), ese principio único sería el espíritu, y para los panteístas sería Dios mismo. En cambio para doctrinas no dualistas, como la  advaita, que afirma la unidad entre las almas (atman) y la divinidad (Brahman), postula que la conciencia cósmica en la que existe esta unidad sería el "verdadero sustrato" de todo.
Para los antiguos filósofos hindúes, lo observado por los sentidos y las relaciones de causalidad son una ilusión; solo hay una realidad denominada Paramatma, que en el caso de la doctrina Vedanta advaita corresponde a Brahman. Por tanto, Brahman, como el Paramatma será esa causa primera que explica el resto del universo. Para los filósofos monistas materialistas contemporáneos, la materia formada en la Gran Explosión dio lugar al universo y solo esta materia explica la realidad.
Filósofos monistas son Tales de Mileto, Parménides, Anaximandro, Anaxímenes, Spinoza, Berkeley, Hume y Marx.
El monismo neutral es una teoría filosófica que predica que la sustancia básica no es ni física ni mental, sino que puede ser reducida a materia neutra cuya naturaleza no sería ni física ni mental. El monismo neutro fue introducido en el siglo XVII por el filósofo judío neerlandés Efra. En la actualidad una versión de esta teoría ha sido desarrollada por el filósofo estadounidense Donald Davidson.
El materialismo tradicional, una variedad del monismo, considera que la sustancia primaria es material y física.
El idealismo es una forma de monismo filosófico que sostiene que el principio básico del universo es espiritual.

## Explicaciones monistas
Los planteamientos monistas, al contrario que los dualistas, consideran que el ser humano es una única realidad, que es unitario, negando así la existencia de la mente como realidad distinta del cerebro.

### El monismo materialista
Demócrito (cuyo principio constitutivo del universo, o arjé, era el átomo) sostenía que toda realidad es un compuesto material fruto de la unión de átomos, y explicaba que tanto lo que es como lo que no es, lo sólido y lo vacío, existen igualmente y uno dependiendo del otro. El ser humano es puramente materia, y por tanto no existe inmortalidad del alma. El materialismo de Demócrito se fortalece a lo largo de los siglos XVII al XIX y XX, a través de filósofos como D´Holbach, Diderot y La Mettrie, que escribió El Hombre Máquina. Para él, el alma es una parte material del cuerpo identificada con el cerebro. Así, somos máquinas muy complejas que no necesitan dirección externa (alma) para realizar sus funciones. El materialismo mecanicista de La Mettrie fue sustituido en el siglo XIX por el materialismo dialéctico de Marx. Dentro del monismo materialista, se distinguen varias posturas como el conductismo y el reduccionismo fisicalista.

### El monismo espiritualista
Opuesto al anterior, afirma que todo lo que existe es percepción. En palabras de Berkeley, “esse est percipi” (ser es ser percibido), es decir, la realidad consiste en percibir o ser percibido. Así que no tiene sentido afirmar la independencia de cuerpo o materia, puesto que todo es percepción.
Como ejemplo particular se puede tomar el monismo idealista hegeliano que, partiendo de la historicidad del ser, sostiene en que el ser de la realidad objetiva es el no-ser: solo existe de manera ideal (en el sentido de que solo existe en la idea) y es esta la realidad. A su vez, la tensión permanente entre el ser y el no-ser (en este caso entre lo ideal y lo real) es lo que da pie al desarrollo dialéctico del espíritu humano (en el sentido alemán del concepto).
Una aplicación concreta del análisis de la dialéctica idealista es el caso del desarrollo histórico del lenguaje, como unidad de la lengua y el habla. Aquí se observa que la lengua es ideal y general, mientras que el habla, su práctica, es completamente particular; es más: el habla es un conjunto de realizaciones concretas de su idealidad. Sin embargo, la tensión entre la lengua y el habla, como ejemplo del ser y no-ser, lleva a su desarrollo histórico y transformación de tanto de la idealidad de la lengua como de la práctica del habla. Siguiendo este patrón es que podemos entender la transformación del latín a cada una de las lenguas romances.

### El monismo intermedio
Spinoza (1632-1677) propone una solución neutral. Spinoza no admite el dualismo cartesiano de las dos sustancias (material y espiritual). Para él, estamos compuestos por una sola sustancia que es Dios, de la cual solo conocemos dos atributos: la extensión y el pensamiento. Son dos atributos de la misma realidad, de modo que el monismo intermedio considera que hay una única sustancia de la cual solo conocemos dos atributos. Entonces cuerpo y mente son dos aspectos de una misma cosa y, por eso, ya no es necesario plantear el problema de su interacción.

## Evolución del término
Como refiere Max Kistler, probar la existencia de la mente es un desafío para el monismo. El dualismo más potente ha sido el cartesiano, que no ha sido lo suficientemente salvado y ha llevado a postular sustancias independientes entre sí ya sean cuerpos sin mente (res extensa) como mentes sin cuerpos (res cogitans).
Las formas extremas de monismo han derivado en el conductismo lógico y la teoría de la identidad psicofísica, ambas rechazadas.[cita requerida] La primera planteando que formas superiores del comportamiento (v. gr. el lenguaje) no son reductibles a un comportamiento.[cita requerida] La segunda, interponiendo el argumento de que no contempla el carácter cualitativo de la experiencia y de la conciencia,[cita requerida] términos que hoy en día son muy afines.[cita requerida]
El debate actual se ha desplazado a probar no ya la sustancia pensante, sino las propiedades mentales.
Otra forma de monismo extremo, el eliminativismo, intenta probar que no existen propiedades mentales. El monismo anómalo de Donald Davidson sostiene que cada estado mental es idéntico a un estado físico. El epifenomenismo tiene a las propiedades mentales como superveniencia de las propiedades físcas subyacentes.
Finalmente, la posición más en boga es, según Kistler,  el funcionalismo: suerte de dualismo entre las propiedades mentales y las físicas.

## Historia
El término monismo fue introducido en el siglo XVIII por Christian von Wolff en su obra Lógica (1728), para designar tipos de pensamiento filosófico en los que se intentó eliminar la dicotomía de cuerpo y mente y explicar todos los fenómenos por un principio unificador, o como manifestaciones de una sola sustancia.
El problema mente-cuerpo en filosofía examina la relación entre la mente y la materia, y en particular la relación entre la conciencia y el cerebro. El problema fue abordado por René Descartes en el siglo XVII, resultando en el dualismo cartesiano, y por los filósofos pre-aristotélicos, en Avicena, y en tradiciones asiáticas anteriores y más específicamente indias.
Más tarde también se aplicó a la teoría de la identidad absoluta expuesta por Hegel y Schelling. A partir de entonces, el término se usó de manera más amplia para referirse a cualquier teoría que postulara un principio unificador. La tesis opositora del dualismo también se amplió, para incluir el pluralismo. Según Urmson, como resultado de este uso extendido, el término es "sistemáticamente ambiguo".
Según Jonathan Schaffer, el monismo perdió popularidad debido al surgimiento de la filosofía analítica a principios del siglo XX, que se rebeló contra los neohegelianos. Rudolf Carnap y A. J. Ayer, quienes eran fuertes defensores del positivismo, "ridiculizaron toda la cuestión como misticismo incoherente".
El problema mente-cuerpo ha resurgido en la psicología social y campos relacionados, con el interés en la interacción mente-cuerpo y el rechazo del dualismo cartesiano mente-cuerpo en la tesis de identidad, una forma moderna de monismo. El monismo también sigue siendo relevante para la filosofía de la mente, donde se defienden diversas posiciones.